# Риве ди Калибаго (Белуно)
Риве ди Калибаго (итал. Rive di Callibago) је насеље у Италији у округу Белуно, региону Венето.
Према процени из 2011. у насељу је живело 13 становника. Насеље се налази на надморској висини од 330 м.